# NGC 2554
NGC 2554 (również PGC 23256 lub UGC 4312) – galaktyka spiralna (S0-a), znajdująca się w gwiazdozbiorze Raka. Odkrył ją William Herschel 28 lutego 1785 roku.
W galaktyce tej zaobserwowano supernową SN 2013gq.